# Электрический удлинитель
Электрический удлинитель  — электротехническое устройство, предназначенное для подключения электроприборов в местах, удалённых от стационарных розеток. Как правило, подключение электропотребителей при помощи удлинителя носит временный характер на время выполнения определенных работ. Электрические удлинители часто оснащаются многоместными розетками для подключения сразу нескольких электроприборов. Ещё его называют "пилот" из-за ассоциации с названием выпускавшей подобные устройства компании Pilot. В наше время он бывает с USB- разъёмами.

## Разновидности удлинителей

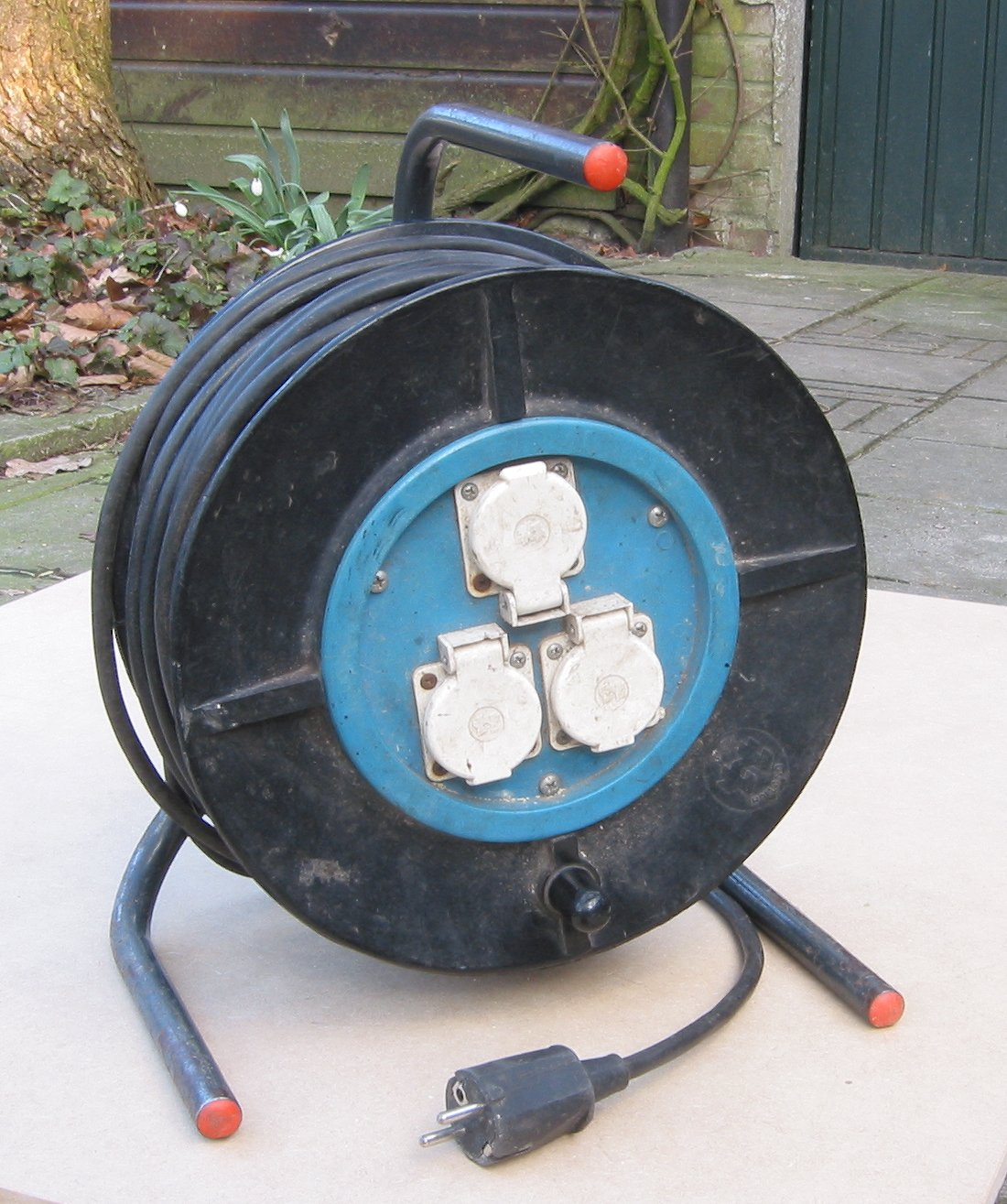
Электроудлинитель с 3 розетками и кабелем, намотанным на барабан

Удлинители могут иметь как одну, так и несколько розеток. Могут иметь выключатель, индикацию напряжения, устройства защиты (предохранители, автоматические выключатели, защиту от бросков напряжения - варисторы), а также фильтры помех. В случае, если в стране действует несколько стандартов розеток и вилок, они могут иметь как отдельные розетки для каждого стандарта, так и универсальные розетки.

## История
Электрический удлинитель с несколькими розетками (англ. power board) был изобретён и внедрён в производство в 1972 году инженером Питером Талботом, работавшим в то время на Фрэнка Бэннигана, основателя компании Kambrook. Изобретение получило огромную популярность, однако, не было запатентовано, поэтому компания не получала за изобретение денег от других производителей.